# Typhula virgata
Typhula virgata är en svampart som beskrevs av Remsberg 1940. Typhula virgata ingår i släktet Typhula och familjen trådklubbor.   Inga underarter finns listade i Catalogue of Life.